# Laguna de Duero
Laguna de Duero è un comune spagnolo di 21 483 abitanti situato nella comunità autonoma di Castiglia e León.